# Drużynowe Mistrzostwa Świata Par Strongman 2007
Drużynowe Mistrzostwa Świata Par Strongman 2007 – doroczne, drużynowe zawody siłaczy, rozgrywane w zespołach złożonych z dwóch zawodników, reprezentujących ten sam kraj.
Data: 7 października 2007 r.

Miejsce: Wilno  Litwa

## Półfinał
WYNIKI PÓŁFINAŁU:
Do finału kwalifikują się cztery najlepsze drużyny z każdej grupy.
Grupa 1
| Miejsce | Zawodnicy                           | Kraj              | Punkty |
| ------- | ----------------------------------- | ----------------- | ------ |
| 1.      | Saulius Brusokas, Vilius Petrauskas | Litwa             | 18     |
| 2.      | Andrus Murumets, Meelis Pungits     | Estonia           | 17     |
| 3.      | Tom McClure, Derek Poundstone       | Stany Zjednoczone | 17     |
| 4.      | Artur Patyk, Robert Szczepański     | Polska            | 14     |
| 5.      | Slater, Holding                     | Wielka Brytania   | 9      |
| 6.      | Jarno Hams, Wout Zijlstra           | Holandia          | 9      |

Grupa 2
| Miejsce | Zawodnicy                           | Kraj      | Punkty |
| ------- | ----------------------------------- | --------- | ------ |
| 1.      | Vidas Blekaitis, Žydrūnas Savickas  | Litwa     | 21     |
| 2.      | Agris Kazeļņiks, Mārtiņš Skujenieks | Łotwa     | 18     |
| 3.      | Jani Illikainen, Jani Kolehmainen   | Finlandia | 18     |
| 4.      | Michaił Koklajew, Igor Pedan        | Rosja     | 14     |
| 5.      | Serhij Koniuszok, Ołeksandr Łaszyn  | Ukraina   | 9      |
| 6.      | Fossdal, Thorsteinsson              | Islandia  | 4      |

## Finał
WYNIKI ZAWODÓW:
| Miejsce | Zawodnicy                           | Kraj              | Punkty |
| ------- | ----------------------------------- | ----------------- | ------ |
| 1.      | Vidas Blekaitis, Žydrūnas Savickas  | Litwa             | 31     |
| 2.      | Michaił Koklajew, Igor Pedan        | Rosja             | 25,5   |
| 3.      | Tom McClure, Derek Poundstone       | Stany Zjednoczone | 24     |
| 4.      | Saulius Brusokas, Vilius Petrauskas | Litwa             | 21,5   |
| 5.      | Andrus Murumets, Meelis Pungits     | Estonia           | 14,5   |
| 6.      | Agris Kazeļņiks, Mārtiņš Skujenieks | Łotwa             | 13,5   |
| 7.      | Artur Patyk, Robert Szczepański     | Polska            | 7      |
| 8.      | Jani Illikainen, Jani Kolehmainen   | Finlandia         | 5      |